# Eurillas virens
Il bulbul verdastro (Eurillas  virens (Cassin, 1858)) è un uccello passeraceo della famiglia Pycnonotidae, diffuso nell'Africa subsahariana.

## Distribuzione e habitat
È diffuso in Angola, Benin, Burundi, Camerun, Repubblica Centrafricana, Repubblica del Congo, Repubblica Democratica del Congo, Costa d'Avorio, Gabon, Gambia, Ghana, Guinea, Guinea-Bissau, Guinea Equatoriale, Kenya, Liberia, Malawi, Mali, Mozambico, Nigeria, Uganda, Ruanda, Senegal, Sierra Leone, Sudan, Tanzania, Ciad, Togo e Zambia.
Il suo habitat naturale sono le foreste tropicali e subtropicali e le savane umide.

## Tassonomia
Comprende le seguenti sottospecie:
- Eurillas virens amadoni (Dickerman, 1997)
- Eurillas virens erythropterus (Hartlaub, 1858)
- Eurillas virens virens (Cassin, 1857)
- Eurillas virens zanzibaricus Pakenham, 1935
- Eurillas virens zombensis (Shelley, 1894)